# Троїцько-Сафонівська сільська рада
Тро́їцько-Са́фонівська сільська́ ра́да — адміністративно-територіальна одиниця та орган місцевого самоврядування в Казанківському районі Миколаївської області. Адміністративний центр — село Троїцько-Сафонове.

## Загальні відомості
- Населення ради: 1 384 особи (станом на 2001 рік)

## Населені пункти
Сільській раді підпорядковані населені пункти:
- с. Троїцько-Сафонове
- с. Лозове
- с. Павлівка

## Склад ради
Рада складається з 14 депутатів та голови.
- Голова ради:
- Секретар ради: Смоль Тетяна Вікторівна

### Керівний склад попередніх скликань
| Прізвище, ім'я, по батькові | Основні відомості                                                         | Дата обрання | Дата звільнення |
| --------------------------- | ------------------------------------------------------------------------- | ------------ | --------------- |
| Волкова Валентина Василівна | Сільський голова, 1959 року народження, освіта вища, позапартійна         | 26.03.2006   | 31.10.2010      |
| Волкова Валентина Василівна | Сільський голова, 1959 року народження, освіта вища, член Партії регіонів | 31.10.2010   | 02.09.2014      |

Примітка: таблиця складена за даними сайту Верховної Ради України

### Депутати
За результатами місцевих виборів 2010 року депутатами ради стали:

#### За суб'єктами висування
| Суб'єкт висування           | Кількість обраних депутатів | %    |
| --------------------------- | --------------------------- | ---- |
| Партія регіонів             | 7                           | 50   |
| Комуністична партія України | 3                           | 21,4 |
| Народна партія              | 3                           | 21,4 |
| Самовисування               | 1                           | 7,1  |

#### За округами
| № округу                    | Прізвище, ім'я, по батькові  | Дата визнання обраним | Освіта  | Партійна приналежність            | Відомості про обраного депутата                     |
| --------------------------- | ---------------------------- | --------------------- | ------- | --------------------------------- | --------------------------------------------------- |
| Комуністична партія України |                              |                       |         |                                   |                                                     |
| 6                           | Єлісєєв Євген Миколайович    | 01.11.2010            | середня | член Комуністичної партії України | тимчасово не працює                                 |
| 7                           | Моргач Людмила Анатоліївна   | 01.11.2010            | середня | член Комуністичної партії України | тимчасово не працює                                 |
| 10                          | Янова Наталія Миколаївна     | 01.11.2010            | середня | член Комуністичної партії України | Троїцько-Сафонівська амбулаторія, фельдшер          |
| Народна Партія              |                              |                       |         |                                   |                                                     |
| 4                           | Смоль Тетяна Вікторівна      | 01.11.2010            | вища    | позапартійна                      | Троїцько- Сафонівська сільська рада, секретар       |
| 9                           | Чайковський Сергій Йосипович | 01.11.2010            | середня | позапартійний                     | тимчасово не працює                                 |
| 14                          | Моргач Микола Миколайович    | 01.11.2010            | середня | позапартійний                     | одноосібник                                         |
| Партія регіонів             |                              |                       |         |                                   |                                                     |
| 1                           | Пономаренко Тетяна Іванівна  | 01.11.2010            | середня | член Партії регіонів              | Казанківська станціязахистурослин, агроном          |
| 2                           | Мартинов Олег Вікторович     | 01.11.2010            | вища    | член Партії регіонів              | Троїцько-Сафонівськазагальноосвітня школа, вчитель  |
| 3                           | Назаров Віктор Іванович      | 01.11.2010            | середня | член Партії регіонів              | тимчасово не працює                                 |
| 5                           | Кравченко Алла Вікторівна    | 01.11.2010            | вища    | член Партії регіонів              | приватний підприємець                               |
| 8                           | Волкова Тетяна Сергіївна     | 01.11.2010            | середня | член Партії регіонів              | Троїцько-Сафонівська загальноосвітня школа, завгосп |
| 12                          | Зальотін Володимир Іванович  | 01.11.2010            | середня | член Партії регіонів              | одноосібник                                         |
| 13                          | Альошина Марина Миколаївна   | 01.11.2010            | вища    | член Партії регіонів              | тимчасово не працює                                 |
| Самовисування               |                              |                       |         |                                   |                                                     |
| 11                          | Тіщенко Микола Іванович      | 01.11.2010            | середня | позапартійний                     | одноосібник                                         |